# Corvus bennetti
El cuervo de Bennett (Corvus bennetti) es una especie de ave paseriforme de la familia Corvidae endémica de Australia. Es muy parecido al cuervo de Torres en el sentido de que tienen plumas blancas en el cuello y en la cabeza, pero difiere en que es más pequeño (de 42 a 48 cm) y con un pico proporcionalmente más pequeño. Tiene también el iris blanco que distingue a las especies de cuervo australianos de todas las demás, con excepción de la  grajilla euroasiática. Al igual que el cuervo australiano, esta especie tiene una anillo azul alrededor de la pupila y algunas veces otro anillo azul alrededor del iris.